# Giuseppe Chiarini
Giuseppe Chiarini (ur. 17 sierpnia 1833 w Arezzo, zm. 4 sierpnia 1908 w Rzymie) – włoski pisarz i krytyk literacki.
We Florencji, w roku 1856, Giuseppe Chiarini i jego przyjaciele – Giosuè Carducci, Ottaviano Targioni Tozzetti i Giuseppe Torquato Gargani – założyli nieformalne stowarzyszenie literackie „Przyjaciele Pedanci”. Wspólnie sprzeciwiali się romantyzmowi w poezji włoskiej, próbując przy tym w swoich dziełach i wystąpieniach nawiązać do tradycji klasycznych. Stowarzyszenie działało do roku 1859, wydając z inicjatywy Chiariniego sześć numerów miesięcznika „Poliziano” poświęconego głównie literaturze. Po tym doświadczeniu Chiarini przeniósł się do Turynu, gdzie współpracował z pismem „Rivista Italiana” założonym w roku 1860 przez Terenzia Mamianiego, początkowo jako krytyk, później już jako redaktor naczelny. 
W roku 1879, podobnie jak siedem lat wcześniej Carducci, Chiarini utracił syna o imieniu Dante. 
W latach 1884–1886 kierował w Rzymie wydawaniem pisma „Domenica del Fracassa”. Również w Rzymie wstąpił do loży masońskiej założonej przez Adriana Lemmiego, do której należało wielu słynnych Włochów, między innymi Carducci, Crispi i Zanardelli.   
Był pierwszym biografem Carducciego. Napisał również monografie La vita di Giacomo Leopardi (Życie Giacoma Leopardiego, 1905) i La vita di Ugo Foscolo (Życie Uga Foscolo, 1910).